# Pfarrkirche Pötting

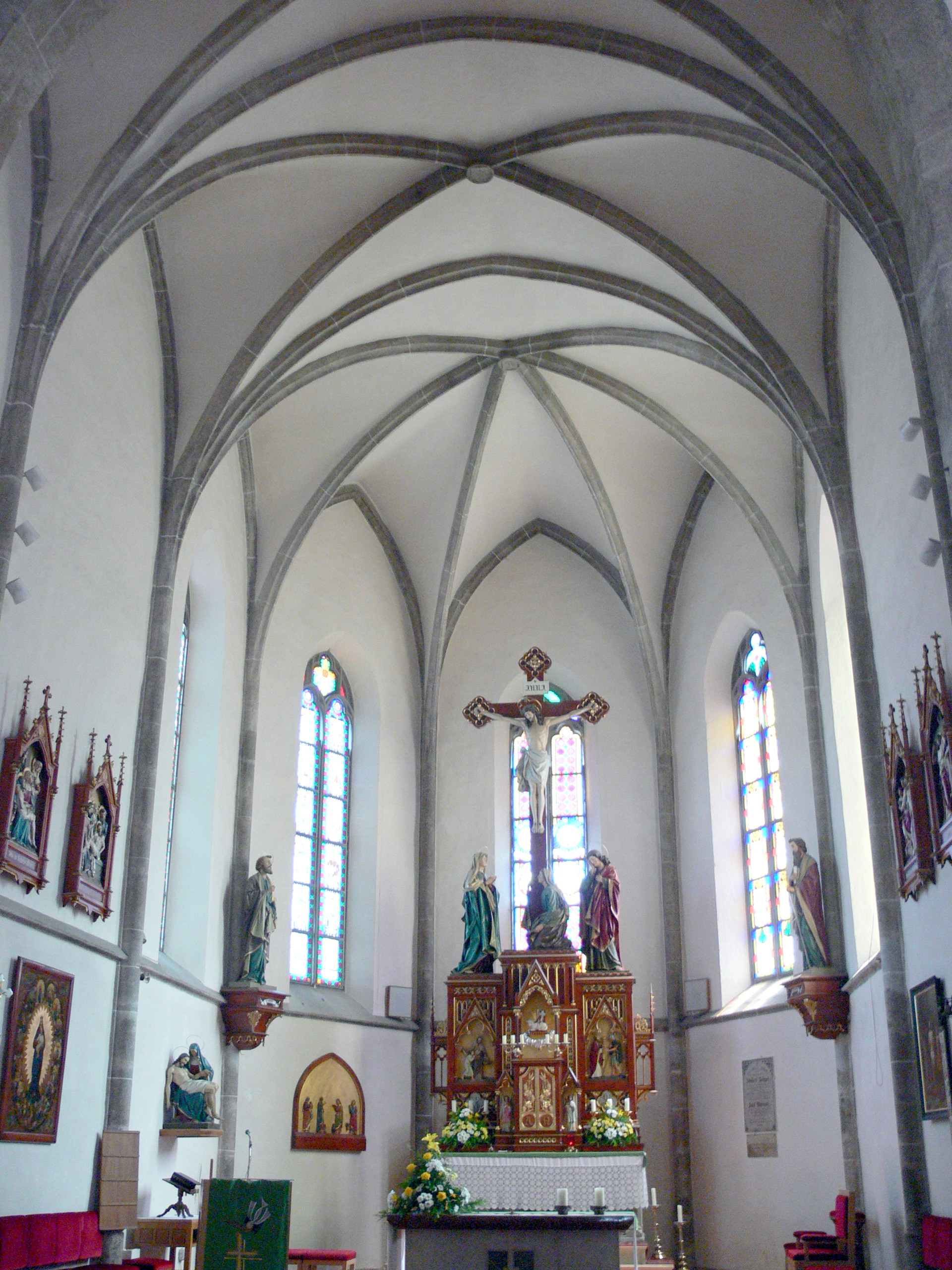
Im gotischen Chor zum Hochaltar

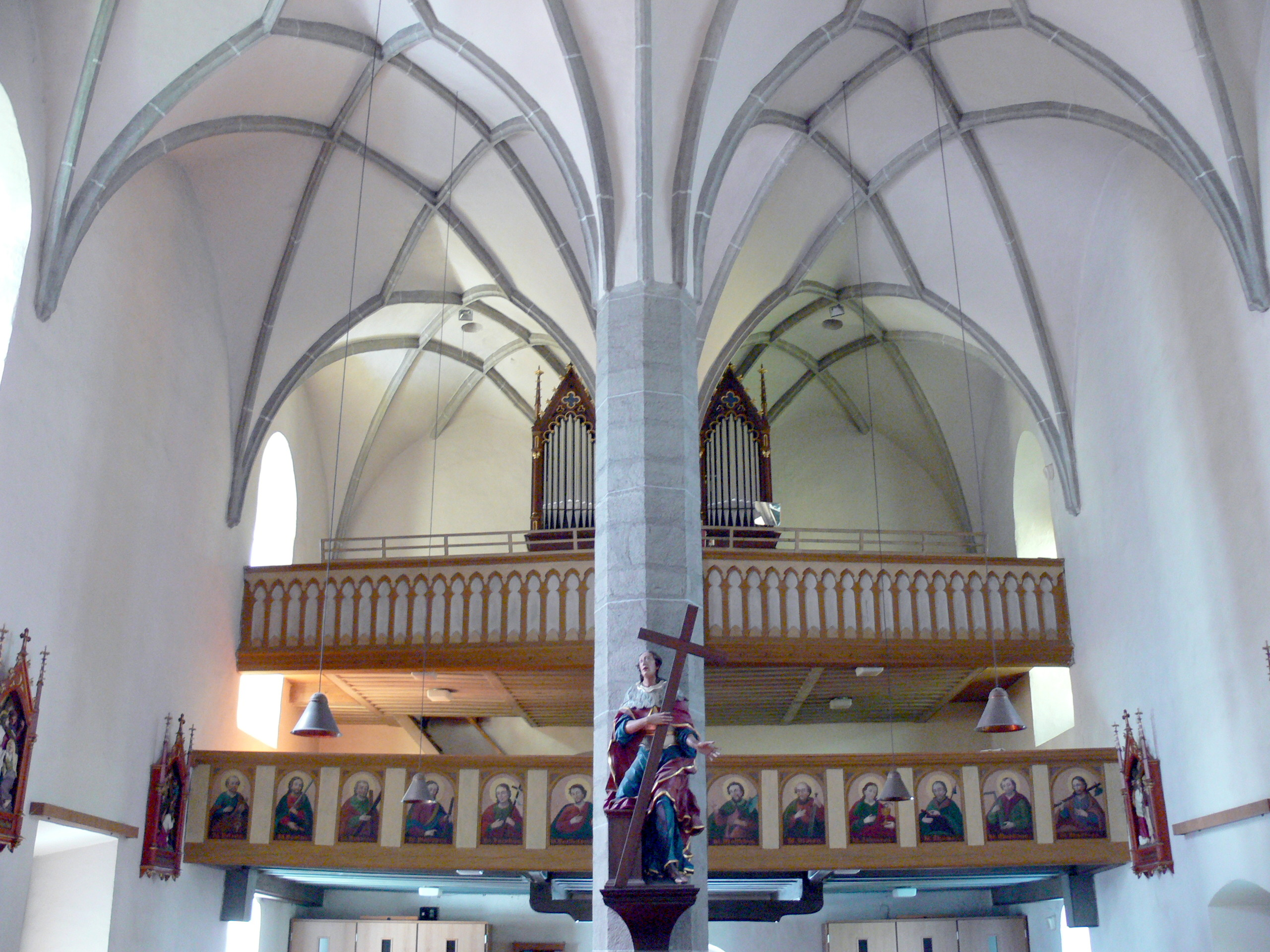
Das gotische Langhaus zur Orgelempore mit der barocken Figur hl. Helena mit dem Kreuz

Die römisch-katholische Pfarrkirche Pötting steht in der Gemeinde Pötting im Bezirk Grieskirchen in Oberösterreich. Die dem Patrozinium Kreuzauffindung unterstellte Pfarrkirche gehört zum Dekanat Peuerbach in der Diözese Linz. Die Kirche und der Friedhof stehen unter Denkmalschutz (Listeneintrag).

## Geschichte
Eine Kirche wurde 1371 urkundlich genannt. Der Turm wurde 1885 mit einem Aufsatz und Spitzhelm erhöht. Von 1905 bis 1907 wurde die Kirche innen renoviert.

## Architektur
Die gotische Hallenkirche macht einen hohen und weiten Raumeindruck. An das zweischiffige dreijochige Langhaus mit einem Netzrippengewölbe mit einer Zweiparallelrippenfigur schließt ein zweijochiges kreuzrippengewölbter Chor mit einem Fünfachtelschluss an. Der Turm im südlichen Chorwinkel trägt einen Aufsatz und Spitzhelm. Das gotische Sakristeiportal hat eine Tür mit gotischen Beschlägen.

## Ausstattung
Die Einrichtung ist neugotisch. Im Langhaus ist eine barocke Figur hl. Helena (siehe Kreuzauffindung) um 1750/1760. 1906 wurde der neue Kreuzweg aufgestellt.